# Tutto fa l'amore
Tutto fa l'amore è un singolo della cantante pop Valeria Rossi, pubblicato nel 2001 dall'etichetta discografica BMG.

## Descrizione
La canzone, scritta da Gordon, Lene Dissing e Pasquale Panella e prodotta da Giulio Albamonte e Liliana Richter, è stata pubblicata immediatamente dopo il successo di Tre parole, tormentone estivo del 2001, ed era inserita nel medesimo album dal quale è stata estratta quest'ultima, Ricordatevi dei fiori.
Il singolo ha riscontrato un successo nettamente minore rispetto al precedente singolo, arrivando alla quarantatreesima posizione della classifica dei singoli italiana, e conteneva come b-side la versione in lingua spagnola di Tre parole (intitolata Tres palabras) e una versione strumentale della canzone.

## Tracce
CD-Maxi (Ariola 74321904442 (BMG) / EAN 0743219044426)
1. Tutto fa l'amore - 3:29
2. Tres palabras - 3:43
3. Tutto fa l'amore (strumentale) - 3:29

## Classifiche
| Classifica (2001) | Posizione raggiunta |
| ----------------- | ------------------- |
| Italia            | 43                  |